# Манро, Кэтлин
Кэтлин Манро (англ. Kathleen Munroe, род. 9 апреля 1982) — канадская телевизионная актриса, лауреат премии Академии канадского кино и телевидения.
Родилась в Гамильтоне, Онтарио, и после нескольких ролей в Канаде начала свою карьеру на американском телевидении. Она исполняла одну из основных ролей в сериале ABC Family «Славные люди» в 2005-06 годах, а затем имела второстепенную роль в «C.S.I.: Место преступления Нью-Йорк». С тех пор она появилась в качестве гостя в нескольких десятках телевизионных шоу, в особенности «Детектив Раш», «Без следа», «Морская полиция: Лос-Анджелес» и «Сверхъестественное».
Наиболее известна благодаря своей роли в канадском комедийном сериале HBO «Зовите меня Фитц», где она снималась с 2010 по 2013 год. В дополнение к этому у неё были второстепенные роли в «Звёздные врата: Вселенная», «Хейвен» и «Люди Альфа». В 2014 году, сыграла второстепенную роль в сериале ABC «Воскрешение», а затем смогла получить регулярную роль в пилоте Clementine этого же канала. В 2018 году исполнила главную роль в нуарном триллере «Земля птиц».